# Iresine chenopodioides
Iresine chenopodioides är en amarantväxtart som beskrevs av Robert Hippolyte Chodat. Iresine chenopodioides ingår i släktet Iresine och familjen amarantväxter. Inga underarter finns listade i Catalogue of Life.